# ویتنید
ویتنید (به مجاری:  Vitnyéd) یک منطقهٔ مسکونی در مجارستان است که در ناحیه کاپووار واقع شده‌است. ویتنید ۳۲٫۲۵ کیلومتر مربع مساحت و ۱٬۳۸۶ نفر جمعیت دارد.